# 梁不疑
梁不疑，又名藉（101年—156年），安定郡烏氏縣（今寧夏固原）人，東漢時期外戚。

## 生平
梁商之子，喜讀經書，善待士人。因而招致兄長梁冀的忌恨。永和六年（141年），梁商死，梁不疑任官河南尹。本初元年（146年），因為中常侍向桓帝推薦而擔任光祿勳，梁冀故意讓群臣共薦不疑之子，相貌醜陋的梁胤爲河南尹，使梁胤受到恥笑而令不疑難堪。
桓帝建和元年（147年）秋，因梁冀立漢桓帝有功，梁冀增封食邑一萬三千戶，梁不疑被封為潁陽侯。
梁不疑曾薦張陵為孝廉。元嘉元年（151年）元旦，百官向桓帝朝賀，張陵彈劾梁冀帶劍上殿，桓帝罰梁冀一年俸祿，梁不疑對張陵說：“當初我舉薦你，正好因此而使我家受到處罰！”張陵曰：“大人您不認為張陵沒有才能，我因此才受到提拔叙用，現在便要伸張國法來報答您對我的恩情！”梁不疑有愧色。又與中常侍單超有仇怨。晚年與弟梁蒙居鄉，不預外事。梁冀仍命人監視不疑居所，並加害與他有來往的官員。
梁太后死後六年去世。三年後（159年），桓帝清算梁冀一黨。
子梁馬封潁陰侯。

## 影视形象
- 《八岁龙爷闹东京》，张浩 饰
- 《神医华佗》，靳东 饰